# Köpenicker Blues und Jazz Festival
Das Köpenicker Blues- und Jazzfestival fand seit 1996 bis 2014 alljährlich in den Sommermonaten in Berlin-Köpenick statt. Es dauerte von Ende Juni bis Ende August und war damit das längste Berliner Jazzfestival. Rund zweitausend Solisten, Instrumentalisten, nationale und internationale Stars präsentierten sich von 1996 bis 2007 und sorgten für eine ständig steigende Besucherzahl. Auf dem 12. Festival im Sommer 2007 wurde der 125.000 Besucher begrüßt.
Initiator und Organisator war Wolfgang Pinzl, der Betreiber des Köpenicker Ratskellers. Der Jazzexperte Karlheinz Drechsel fungierte seit 1996 als Schirmherr. An zehn Sommerwochenenden, jeweils von Freitag bis Sonntag, verwandelte sich der Innenhof des Köpenicker Rathauses in eine Konzert-Location, die über siebenhundert Besuchern Platz bietet.
Die insgesamt dreißig Konzerte wurden traditionell mit den Louis Armstrong Memorial Five eröffnet. Die Band um Tim Mohn wurde anlässlich des ersten Festivals gegründet und hat sich auf die frühe Schaffensperiode von Louis Armstrong spezialisiert. Regelmäßig traten einheimische Stars auf, u. a. Uschi Brüning und Manfred Krug, die beide schon in den 1970er Jahren bei Klaus Lenz gemeinsam auf der Bühne standen. Auch Axel Zwingenberger, der Meister des Boogie-Pianos, Mr Acker Bilk, Klaus Doldinger mit seiner Band Passport oder Jocelyn B. Smith traten immer wieder in Köpenick auf. Bluesfreunde wurden alljährlich von der Jonathan Blues Band zur „East Blues Session“ geladen. Ein besonderer Höhepunkt war das Straßenfest in der Köpenicker Altstadt am Eröffnungswochenende. Auf vier Bühnen wurde an drei Tagen nonstop Jazz, Blues, Boogie und Dixieland geboten.